# Spilosoma albescens
Spilosoma albescens là một loài bướm đêm thuộc phân họ Arctiinae, họ Erebidae.